# Škoda Rapid (2012)
Škoda Rapid este un automobil produs în uzinele Škoda din Cehia, începând cu anul 2012 și până în 2019.